# Forteresse de Zemun
La forteresse de Zemun (en serbe cyrillique : Земунска тврђава ; en serbe latin : Zemunska tvrđava) était une forteresse médiévale serbe située à Zemun, sur l'actuel territoire de la ville de Belgrade, en Serbie. Elle a été construite au IXe siècle et son site est aujourd'hui inscrit sur la liste des monuments culturels protégés de la république de Serbie (identifiant no SK 15) et sur la liste des biens culturels de la ville de Belgrade.